# José Ortiz Bernal
José Ortiz Bernal (Almería, 4 agosto 1977) è un ex calciatore spagnolo, di ruolo attaccante.

## Carriera
Con l'UD Almeria conta più di 200 presenze. Dal 1997 ha giocato dalla Tercera División fino alla Primera División, anche se nei primi mesi del 2000 ha avuto una breve parentesi in Italia nel Ravenna.